# Angélique Delahaye
Pour les articles homonymes, voir Delahaye (homonymie).
Angélique Delahaye est une syndicaliste agricole et femme politique française, née le 22 février 1963 à Lyon.
Elle est membre de la Fédération nationale des producteurs de légumes de France, qu'elle préside de 2001 à 2012, période durant laquelle elle siège aussi au conseil d'administration de la Fédération nationale des syndicats d'exploitants agricoles.
Membre de l'Union pour un mouvement populaire puis des Républicains, elle est tour à tour conseillère régionale du Centre, de 2010 à 2014, députée européenne, de 2014 à 2019, et maire de Saint-Martin-le-Beau, de 2014 à 2020.

## Biographie

### Débuts dans les fédérations agricoles
Née à Lyon, elle grandit à Soisy-sur-Seine. Non issue d'un milieu agricole, ce n'est qu'en 1989 qu'elle se met à produire des légumes, sous l'impulsion de son mari Thierry à Saint-Martin-le-Beau, en Touraine. Elle siège dès 1991 au conseil d'administration de la Fédération nationale des producteurs de légumes de France (FNPL), branche de la Fédération nationale des syndicats d'exploitants agricoles (FNSEA). Elle assume de 2001 à 2012 la présidence de la FNPL, membre à ce titre du conseil d'administration de la FNSEA.
En 2007 elle devient également membre du conseil d’administration du CTIFL (Centre technique interprofessionnel des fruits et légumes) et du GIS PICleg, et siège ou préside à une dizaine d'autres commissions agricoles. Elle est également présidente depuis 2013 de l'association Solidarité des producteurs agricoles et agro-alimentaires (SOLAAL).

### Carrière politique
En tant que syndicaliste agricole, Angélique Delahaye rencontre des personnalités du monde politique et notamment Michel Barnier, alors ministre de l'Agriculture (puis Commissaire européen), qui lui remet la Légion d'honneur. Sa première mandature date de 1994, où elle est élue au Conseil d’administration de la caisse de mutualité sociale agricole de Tours.
Elle se lance définitivement en politique en 2010, soutenue par Hervé Novelli, et est élue conseillère régionale de la région Centre du 21 mars 2010 au 28 juin 2014. En mars 2014, elle est élue maire de Saint-Martin-le-Beau à la tête d'une majorité UMP.
Deux mois plus tard, Angélique Delahaye devient députée européenne, élue le 25 mai 2014 sur une liste menée par Brice Hortefeux (auprès duquel elle fut recommandée par Bruno Le Maire et Jean-François Copé). Son mot d'ordre est clair : « J'en ai marre des écologistes qui nous dictent comment on doit travailler » ; elle qualifie son collègue à Bruxelles José Bové de « dogmatique » mais travaille quand même avec lui à plusieurs reprises. Elle s'est ainsi rapprochée de la Droite forte, courant politique fidèle à Nicolas Sarkozy animé par Guillaume Peltier et comprenant notamment Brice Hortefeux.
Angélique Delahaye est nommée secrétaire nationale à l'Agriculture du parti les Républicains le 2 septembre 2015.
Son cumul des mandats locaux et européens, ainsi que ses multiples activités partisanes, suscitent des inquiétudes dans sa commune.
Elle soutient Nicolas Sarkozy pour la primaire française de la droite et du centre de 2016,. Elle parraine Laurent Wauquiez pour le congrès des Républicains de 2017, scrutin lors duquel est élu le président du parti. Elle figure en 16e position sur la liste de l'Union de la droite et du centre pour les élections européennes de 2019, mais n'est pas réélue.
En janvier 2020, Angélique Delahaye annonce qu'elle briguera un nouveau mandat de maire de Saint-Martin-le-Beau à l'occasion des élections municipales. Le 15 mars 2020, sa liste est battue au premier tour de scrutin en n'obtenant que 39,03 % des suffrages. Dès lors, elle ne détient plus de mandat électif.
Elle adhère au Mouvement de la ruralité à la mi-2020.

### Activités au Parlement européen
Au Parlement européen, elle siège à la commission Environnement, Santé publique et Sécurité alimentaire (ENVI) et est membre suppléante de la commission Agriculture et Développement rural (AGRI).
Dans le cadre de ses fonctions au sein de la commission AGRI, elle a été rapporteur fictif sur l’avis sur la proposition de règlement du Parlement européen et du Conseil relatif aux nouveaux aliments fin. Cet avis, adopté le 17 novembre 2014 en commission AGRI, portait un certain nombre de défis : le contrôle de ces « nouveaux aliments », l’information des consommateurs, mais aussi l’impact sur les entreprises européennes. Angélique Delahaye a particulièrement travaillé à la clarification de la définition des « nouveaux aliments », qui sont les denrées alimentaires dont la consommation humaine était négligeable au sein de l’union avant le 15 mai 1997. Elle s’est prononcée en faveur d’une simplification des procédures de mise en marché, par souci de s’adapter à la réalité et à l’évolution des marchés actuels et des nouvelles technologies. Elle a également rappelé l’importance d’un contrôle très strict des aliments, à travers une amélioration de l’efficacité et de la transparence des procédures, car la protection des consommateurs européens est avant tout prioritaire. Sa position était partagée par l’ensemble des membres de la commission agriculture, dont la rapporteur socialiste Daciana Sârbu. C’est d’ailleurs aussi ce qui est ressorti des débats en commission environnement et ensuite de l’accord trouvée entre le Parlement européen et le Conseil et qui a été publié au Journal officiel le 11 décembre 2015.[réf. nécessaire],
Dans le cadre de ses fonctions au sein de la commission ENVI, elle a été rapporteur pour le groupe du Parti populaire européen (groupe PPE) sur le dossier sur le renouvellement de l'autorisation concernant la substance glyphosate, principe actif de l'herbicide Roundup, et dont l'autorisation expirait le 30 juin 2016 en cas de non renouvellement. En commission ENVI, plusieurs députés européens ont présenté une objection à la proposition de renouvellement de la Commission européenne, au vu des débats sur les risques liés à cette substance. Ces débats ont vu le jour en raison des divergences d'opinion entre l'Agence européenne de sécurité des aliments (EFSA) et le Centre international de recherche sur le cancer (CIRC), divergences d'opinion dues au fait que leurs analyses n'ont pas le même objet et ne se basent pas sur les mêmes données. Cette objection, présentée sous la forme d'une résolution, a ensuite été soumise au vote de l'ensemble des députés européens, réunis en session plénière à Strasbourg le 13 avril 2016. Entre le vote en commission ENVI et le vote en session plénière, Angélique Delahaye, au nom du groupe PPE, a présenté 14 amendements, sur les 51 déposés, visant à limiter et encadrer l'autorisation de mise sur le marché. Bien qu'il existe une procédure stricte en matière de renouvellement des substances, les députés européens ont estimé que la Commission européenne n'avait pas joué son rôle de gestionnaire de risque dans sa proposition initiale et n'avait pas assez encadré le renouvellement (les amendements portaient sur un renouvellement de 7 ans au lieu de 15 comme initialement proposé, un encadrement plus strict pour les professionnels, une limitation et/ou une interdiction pour un usage non professionnel, une accélération des travaux sur la liste des co-formulants à interdire, une limitation de l'utilisation de cette substance juste avant la récolte, un renforcement de la recherche et de l'innovation vers des alternatives à l'utilisation du glyphosate).[réf. nécessaire]
Localement une manifestation constituée de producteurs bio, des distributeurs (Coop Nature), de membres du groupe Attac et d'élus d'Europe Écologie Les Verts a été organisée devant sa permanence. À la suite de cette manifestation la députée a reçu cette délégation afin de répondre à leurs interrogations,,,,.
Depuis le début du débat sur le sort du glyphosate, le Conseil de l'Union européenne, décideur en la matière, n'a pu adopter une position à la majorité qualifiée. Face à cette situation de blocage au Conseil, la Commission européenne a donc pris la décision le 29 juin 2016 de prolonger l'autorisation pour un maximum de 18 mois afin que l'Agence européenne des produits chimiques (AEPC) puisse rendre son avis.
Elle est mise en cause en mai 2017 pour soupçons d’emploi fictif au sujet de son assistant parlementaire.
En septembre 2018, elle est l'un des trois seuls membres de la délégation française du groupe du Parti populaire européen à voter contre l'activation de l'article 7 du traité sur l'Union européenne contre la Hongrie, conformément à la consigne de la délégation.